# Maximilian Schell

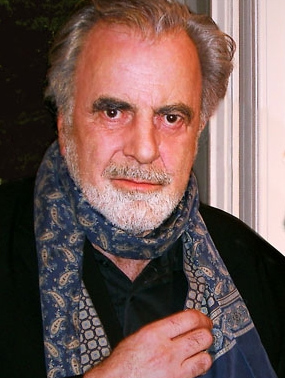
Maximilian Schell în 2006

Maximilian Schell (n. 8 decembrie 1930, Viena – d. 1 februarie 2014, Innsbruck) a fost un actor austriac, frate al actriței Maria Schell. A obținut Premiul Oscar pentru cel mai bun actor în anul 1962 pentru rolul jucat în filmul care a tranpus pe ecran Procesele de la Nürnberg.

## Filmografie
- 1957 The Last Ones Shall Be First
- 1958 Tinerii lei (The Young Lions), regia Edward Dmytryk
- 1959 Kinder, Mütter und ein General
- 1961 Procesul de la Nürnberg (Judgment at Nuremberg), r. Stanley Kramer
- 1962 The Reluctant Saint (1962)
- 1963 Sechestratul din Altona (I sequestrati di Altona), regia Vittorio De Sica
- 1964 Topkapi, regia Jules Dassin
- 1965 Return from the Ashes
- 1966 The Deadly Affair
- 1968 The Castle
- 1968 Counterpoint
- 1968 Heidi
- 1969 Simón Bolívar, regia: Alessandro Blasetti
- 1969 La est de Java (Krakatoa, East of Java), regia Bernard L. Kowalski
- 1971 Erste Liebe (First Love)
- 1973 The Pedestrian (film)
- 1974 Dosarul Odessa (The Odessa File), regia Ronald Neame
- 1975 Atentatul de la Sarajevo (Atentat u Sarajevu), r. Veljko Bulajić
- 1975 Judecătorul și călăul (Der Richter und sein Henker), r. Maximilian Schell
- 1975 The Man in the Glass Booth
- 1976 Crucea de fier (Cross of Iron), regia Sam Peckinpah
- 1976 St. Ives, regia J. Lee Thompson
- 1977 Julia, regia Fred Zinnemann
- 1977 Un pod prea îndepărtat (A Bridge Too Far)
- 1979 The Black Hole
- 1980 Jurnalul Annei Frank (The Diary of Anne Frank), r. Boris Sagal
- 1981 The Chosen
- 1983 The Phantom of the Opera
- 1986 Peter the Great
- 1990 The Freshman
- 1991 Young Catherine
- 1993 În deșert nu ești niciodată singur!
- 1994 Little Odessa
- 1996 The Eighteenth Angel
- 1998 John Carpenter's Vampires
- 1998 Impact nimicitor (Deep Impact), r. Mimi Leder
- 1999 Joan of Arc
- 2004 Coast to Coast
- 2008 The House of Sleeping Beauties
- 2008 The Shell Seekers
- 2009 The Brothers Bloom

## Nominalizări și premii
- 1984 - Nominalizat - Premiul academiei pentru cel mai bun documentar - Marlene
- 1978 - Nominalizat - Premiul pentru cel mai bun actor într-un rol secundar - Julia
- 1976 - Nominalizat - Premiul pentru cel mai bun actor într-un rol principal - The Man in the Glass Booth
- 1961 - A câștigat premiul pentru cel mai bun actor într-un rol principal pentru: en:Judgment at Nuremberg (Judecata de la Nürnberg)